# Pantelozetes berlesei
Pantelozetes berlesei är en kvalsterart som beskrevs av K. Fujikawa 1979. Pantelozetes berlesei ingår i släktet Pantelozetes och familjen Oribellidae. Inga underarter finns listade i Catalogue of Life.